# 全裸裸重唇鱼
全裸裸重唇鱼（学名：Gymnodiptychus integrigymnatus）为輻鰭魚綱鯉形目鲤科裸重唇鱼属的鱼类，俗名冷水花。在中国，分布于云南省腾冲县、瑞滇滇滩桃花园小河、东营和明光小河、属伊洛瓦底江水系陇川江上游支流等。该物种的模式产地在云南腾冲瑞滇、明光。體長可達12.9公分。

## 扩展阅读
維基物種上的相關：全裸裸重唇鱼